# 크레이개번

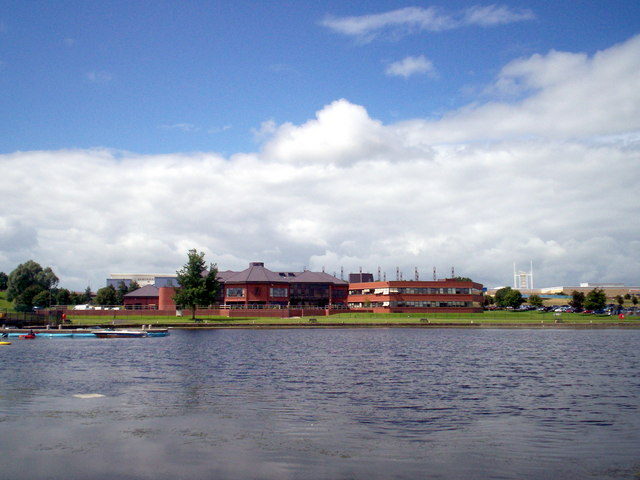
크레이개번

크레이개번(영어: Craigavon, 아일랜드어: Creag Abhann)은 북아일랜드 아마주의 도시로 인구는 16,000명(2011년 기준)이다. 1965년에 신설된 도시이며 벨파스트에서 33km 정도 떨어진 곳에 위치한다. 도시 이름은 북아일랜드의 초대 총리를 역임한 제1대 크레이개번 자작 제임스 크레이그(James Craig, 1st Viscount Craigavon)에서 유래된 이름이다.